# Peter Kraemer (Politiker)

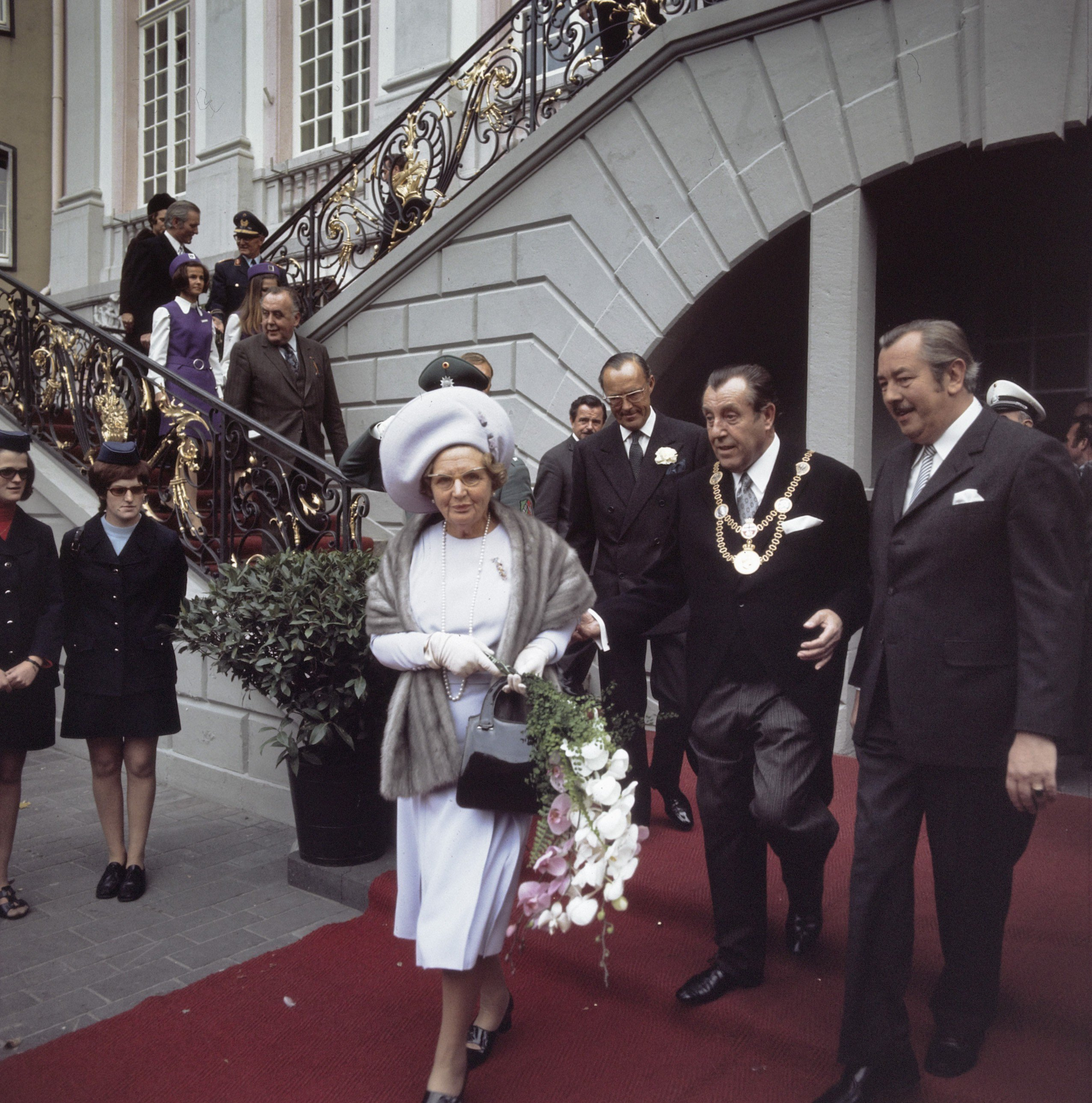
Oberbürgermeister Peter Kraemer beim Staatsbesuch der niederländischen Königin Juliana vor dem Alten Rathaus 1971

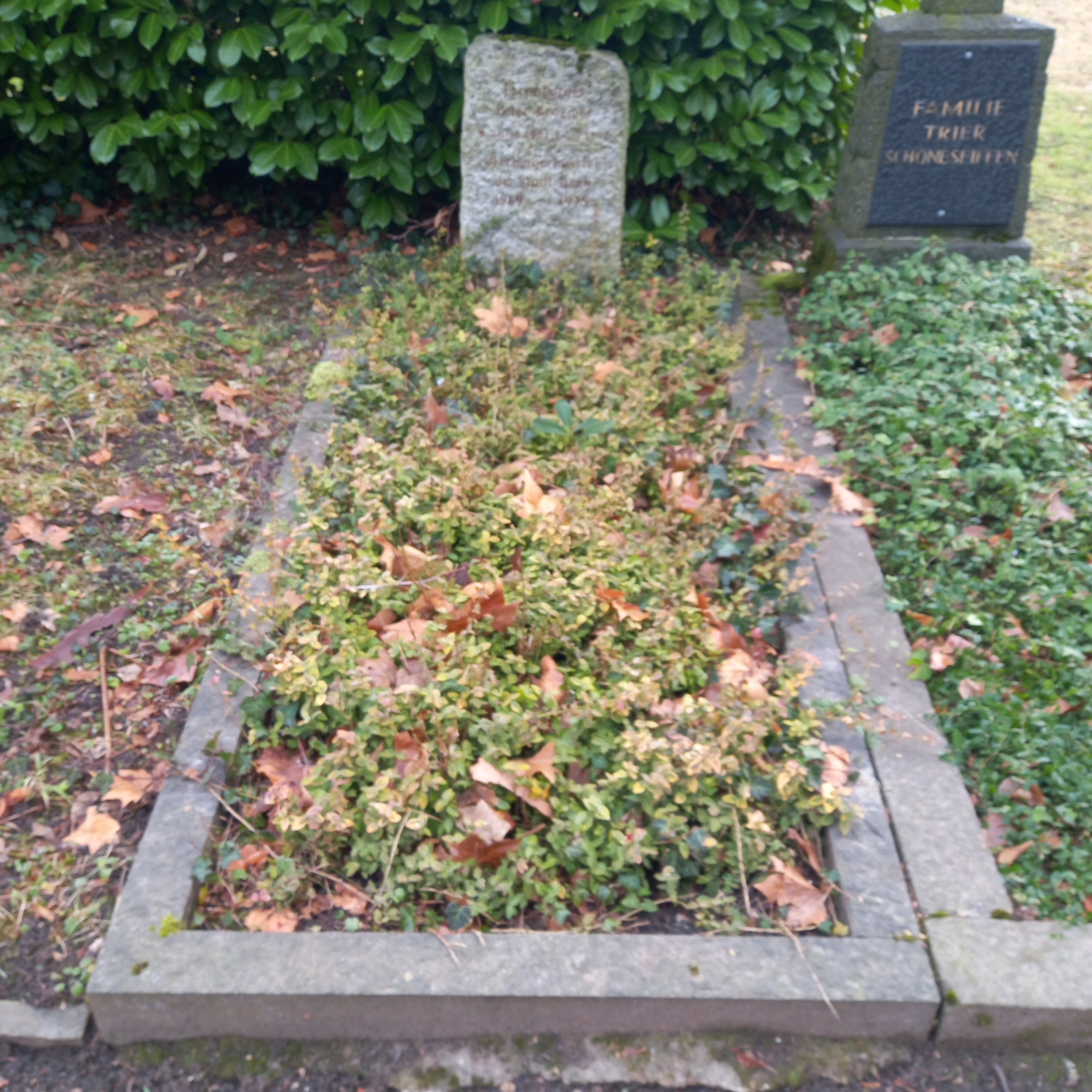
Das Grab von Peter Kraemer auf dem Alten Friedhof in Bonn

Peter Kraemer (* 28. Oktober 1901 in Bonn; † 6. September 1990 in Bonn-Beuel) war ein deutscher Politiker (FDP, später CDU). Er war von 1969 bis 1975 Oberbürgermeister der Stadt Bonn.
Kraemer besuchte das Beethoven-Gymnasium seiner Geburtsstadt und studierte nach dem Abitur in Köln Nationalökonomie. Als Generalvertreter eines saarländischen Keramikunternehmens ging er anschließend für 16 Jahre nach Spanien, dann nach Amerika, Nordafrika und Vorderasien. Zwischen 1941 und 1944 war er Direktor des Unternehmens in Luxemburg und Dresden. Nach dem Krieg arbeitete er in der Versicherungswirtschaft.
Von 1946 bis 1956 war er Mitglied des Beirates der Industrie in der Industrie- und Handelskammer und Vorsitzender des Interessenverbandes der Industriebetriebe. 1952 wurde er in den Stadtrat gewählt und Bürgermeister. Er engagierte sich vor allem in den Bereichen Wohnungsbau, Verkehr und Wirtschaftspolitik. Anfang der 1960er Jahre wechselte er von der FDP zur CDU. Nach der kommunalen Neuordnung 1969 übernahm der erfahrene Kommunalpolitiker das Amt des Oberbürgermeisters der stark vergrößerten Stadt Bonn. Nach seinem Ausscheiden aus dem Amt wurde er am 9. Juli 1975 zum Ehrenbürger seiner Heimatstadt ernannt. Kraemer fand seine letzte Ruhestätte auf dem Alten Friedhof in Bonn.

## Ehrungen
- 1972: Großes Verdienstkreuz der Bundesrepublik Deutschland